# Greet De Ceukelaire
Greet De Ceukelaire is een Belgisch fotografe en bestuurster.

## Levensloop
De Ceukelaire is van opleiding ingenieur. Ze doorliep echter geen carrière op de arbeidsmarkt, maar wijdde zich aan de zorg voor haar kinderen.
Ze werd actief in de Kristelijke Arbeiders Vrouwenbeweging (KAV) te Aalst, waar ze mede-initiatiefneemster was van een naaisalon. Vervolgens werd ze provinciaal bestuurster te Oost-Vlaanderen en vanaf 2011 werd ze medebestuurster in het algemeen dagelijks bestuur van deze organisatie. In 2014 volgde ze Chris Goossens op als voorzitster van Femma.
Daarnaast is ze actief als fotografe. In 2017 liep in CC De Werf te Aalst haar fototentoonstelling Donkere parels, diepe kleuren. Burundi, de essentie.